# Mark Walerjewitsch Kondratjuk
Mark Walerjewitsch Kondratjuk (russisch Марк Валерьевич Кондратюк; englisch Mark Kondratiuk; * 3. September 2003 in Podolsk) ist ein russischer Eiskunstläufer, der im Einzellauf startet. Er ist der Europameister des Jahres 2022.

## Karriere
Kondratjuk gewann bereits bei den Junioren Medaillen bei internationalen Wettbewerben, darunter eine Goldmedaille beim Bosphorus Cup 2018 in Istanbul und eine Goldmedaille beim Wettbewerb Ice Star in Minsk im Oktober 2019.
Im November 2019 gewann er beim Bosphorus Cup 2019 die Goldmedaille bei den Erwachsenen. In der Folgesaison 2020/21 gewann er bei seinen ersten russischen Meisterschaften bei den Erwachsenen die Bronzemedaille. Eine Qualifikation für einen der beiden russischen Startplätze bei den Weltmeisterschaften in Stockholm gelang ihm nicht.
In der Saison 2021/22 sicherte Kondratjuk mit seinem dritten Platz bei der Nebelhorn Trophy in Oberstdorf einen dritten Startplatz bei den kommenden Olympischen Spielen für Russland. Bei den russischen Meisterschaften wurde er mit knappem Vorsprung russischer Meister von Michail Koljada. In Tallinn wurde er mit persönlichen Bestleistungen im Kurzprogramm und in der Kür mit insgesamt 286,56 Punkten Europameister.
Bei den Olympischen Winterspielen 2022 in Peking trat Kondratjuk im Teamwettbewerb im Kurzprogramm und in der Kür an. Mit seiner Kür zu Musik aus Jesus Christ Superstar von Andrew Lloyd Webber erzielte er dabei die zweithöchste Punktzahl hinter Yūma Kagiyama. Im Einzelwettbewerb blieb er mit dem 15. Platz und mit einer Gesamtpunktzahl von 248,82 deutlich unterhalb seiner persönlichen Bestleistungen von Tallinn.
Nach dem russischen Überfall auf die Ukraine schloss die Internationale Eislaufunion alle russischen Eiskunstläufer von internationalen Wettbewerben aus, sodass Kondratjuk auch 2022 nicht an den Weltmeisterschaften teilnahm.

## Ergebnisse
| Meisterschaft / Saison                  | 2020/21 | 2021/22 |
| --------------------------------------- | ------- | ------- |
| Olympische Winterspiele                 |         | 15.     |
| Weltmeisterschaften                     |         |         |
| Europameisterschaften                   |         | 1.      |
| Russische Meisterschaften               | 3.      | 1.      |
| Wettbewerb / Saison                     | 2020/21 | 2021/22 |
| GP Cup of Russia                        |         | 8.      |
| CS Nebelhorn Trophy                     |         | 3.      |
| CS Denis Ten Memorial                   |         | 2.      |
| Teamwettbewerb / Saison                 | 2020/21 | 2021/22 |
| Olympische Winterspiele                 |         | 3.      |
| GP = Grand Prix; CS = Challenger Series |         |         |